# Leptoceryx pusilla
Leptoceryx pusilla is een vlinder uit de familie spinneruilen (Erebidae), onderfamilie beervlinders (Arctiinae). De wetenschappelijke naam van de soort is voor het eerst geldig gepubliceerd in 1953 door Sergius Kiriakoff.
Deze nachtvlinder komt voor in tropisch Afrika.